# Absolute Entertainment
 (juillet 2019).
Si vous disposez d'ouvrages ou d'articles de référence ou si vous connaissez des sites web de qualité traitant du thème abordé ici, merci de compléter l'article en donnant les références utiles à sa vérifiabilité et en les liant à la section « Notes et références ».
Absolute Entertainment était un studio américain de développement de jeux vidéo et un éditeur qui a notamment produit des jeux pour Amiga, Atari 2600, Atari 7800, Game Gear, Mega Drive, Mega-CD, Game Boy, NES, et Super Nintendo mais aussi sur PC.
Il a également sorti des jeux pour la Master System en Europe.
La société s'est fait connaitre notamment en développant la série multiplate-forme Battle Tank et également A Boy and His Blob sur NES.

## Histoire
La société a été fondée en 1986 par les ex-employés d'Activision : Dan et Garry Kitchen, Alex Demeo et David Crane. Alors que la compagnie était basée à Glen Rock dans le New Jersey (et plus tard à  Upper Saddle River), David Crane travaillait chez lui sur la côte ouest.
En 1995, la compagnie a édité un certain nombre de titres assez mal reçu par les critiques ; et après ces quelques échecs, les frères fondateurs décidèrent d'arrêter Absolute Entertainment en 1995 pour se consacrer à la création d'une nouvelle société :  Skyworks Technologies.

## Jeux développés
- A/X-101
- A Boy and His Blob: Trouble on Blobolonia
- Pete Rose Baseball
- Space Shuttle
- Super Battletank

## Jeux édités
- Desert bus